# منطقه اسائالا
منطقه اسائالا یکی از منطقه‌های استان خلیج میلنه واقع در کشور پاپوآ گینه نو می‌باشد. مرکز این منطقه اسائالا است. این منطقه خود از ۳ فرمانداری محلی تشکیل می‌گردد که هر فرمانداری به منظور سهولت در امر آمارگیری خود به چند بخش تقسیم می‌شود. طبق سرشماری سال ۲۰۱۱ میلادی جمعیت این منطقه ۵۴٬۴۶۷ نفر بوده‌است.

## تقسیمات
این منطقه دارای ۳ فرمانداری محلی است که اسامی آن‌ها به شرح زیر است:
- فرمانداری محلی روستایی دوبو
- فرمانداری محلی روستایی دوآئو
- فرمانداری محلی روستایی فرگوسن غربی